# Котляревский, Арсений Николаевич
Арсений Николаевич Котляревский (15 января 1910, Ораниенбаум — 1994, Киев) — российский и украинский органист, музыковед, музыкальный педагог. Заслуженный деятель искусств Украинской ССР (1954).

## Биография
Заслуженный деятель искусств УССР (1954), организатор и художественный руководитель Республиканского дома органной и камерной музыки (Киев).
Окончил Ленинградскую консерваторию по классу истории музыки (1935), ученик Р. И. Грубера. В 1938 г. получил второй диплом как органист (класс И. А. Браудо).
С 1935 года начал преподавательскую деятельность в Ленинградском музыкальном училище. В 1937—1941 гг. ассистент Ленинградской консерватории на кафедре истории музыки. Затем до 1944 г. работал в эвакуации в Ташкенте. Вернувшись в Ленинград, на протяжении трёх лет был исполняющим обязанности доцента. В 1947—1950 гг. вновь в Ташкенте, преподавал камерный ансамбль и камерное пение, был проректором консерватории. После ещё одного года работы в Ленинграде переехал во Львов: в 1951—1960 гг. заместитель директора, потом проректор по научной работе во Львовской консерватории; с 1956 г. заведовал кафедрой камерного ансамбля. В 1960—1968 гг. ректор Новосибирской консерватории, заведующий кафедрой истории музыки, с 1964 г. профессор. В 1968—1970 гг. заведующий кафедрой Донецкого музыкально-педагогического института. С 1970 г. профессор по классу органа Киевской консерватории. C 1984 г. художественный руководитель Республиканского дома органной и камерной музыки.
Умер на 85-м году жизни 18 декабря 1994 года. Был кремирован, прах похоронен в колумбарии Байкового кладбища рядом с семьей.

## Награды
- 1950 — Почётная грамота Узбекской ССР
- 1953 — орден «Знак Почёта»
- 1954 — Заслуженный деятель искусств УССР

## Дискография
- Котляревский А. Н. и его ученики. К 100-летию со дня рождения. 2 CD: 1 — А. Н. Котляревский (орган, записи 1981—1987 гг.);. 2 — Органная музыка в исп. учеников А. Н. Котляревского. Автор и составитель А.Кутуев. Национальная радиокомпания Украины, 2010.
- Выдающиеся органисты. Арсений Котляревский. Республиканский дом органной и камерной музыки. Арх. записи 1981—1987 гг. Орган «Rieger-Kloss» op.3503, 1979 г., 55 рег. Изд. — Благотворительная ассоциация друзей органной музыки и искусств, г. Львов. Звукорежиссёр Б.Стефура, продюсер С.Калиберда. (Издано по лицензии НРКУ). 2010.
- Выдающиеся органисты. Арсений Котляревский. Львовский дом органной и камерной музыки. Орган «Rieger-Kloss» op.3575, 1968 г., 60 рег. Запись концерта иннаугурации. Изд. — Благотворительная ассоциация друзей органной музыки и искусств, г. Львов. Звукорежиссёр Б.Стефура, продюсер С.Калиберда. (Издано по лицензии Львовской областной телерадиокомпании). 2010.